# Флаг Ржевского района
Флаг муниципального образования «Рже́вский район» Тверской области Российской Федерации является символом его общественного, исторического и административного статуса.
Герб и флаг Ржевского района представляют собой официальные символы как внешние, не имеющие аналогов, отличительные атрибуты, составленные по правилам геральдики, являющиеся символом статуса, власти и самоуправления Ржевского района. Им присущи стабильность, юридическая определённость описания (формы). В них в образном и лаконичном виде заключена информация об исторических корнях и ценностях территории. Никто не вправе вводить идентичные символы.
Флаг утверждён 26 мая 2005 года и внесён в Государственный геральдический регистр Российской Федерации с присвоением регистрационного номера 1398.

## Описание
«Флаг Ржевского района представляет собой червлёное (красное) полотнище (120 см × 90 см), обрамлённое зелёной каймой по левому, нижнему и правому полю (20 см), воспроизводящее композицию герба (восставший золотой лев). Размер всего полотнища флага составляет: 160 см × 110 см».
Геральдическое описание герба гласит: «В червлёном (красном) поле с зелёной каймой в виде щита восстающий золотой лев с лазоревым оком, языком и таковыми же когтями».
Допускается использование флага в виде вымпела. Флаг, используемый в виде вымпела, имеет пропорции 2 (по горизонтали) : 3(по вертикали) и завершается двумя косицами. Длина косиц входит в длину полотнища по вертикали. Отношение длины косиц к длине полотнища 1:3.

## Символика
Герб Ржевского района имеет в основе герб города Ржева, дополненный зелёной каймой, символизирующей природу и сельскохозяйственные угодья, окружающие районный центр.
В основу флага Ржевского района положен флаг Ржева, с добавлением зелёной разомкнутой каймы, которая символизирует природу и сельскохозяйственные угодья, окружающие город Ржев (географически Ржевский район окружает город Ржев).

## См. также

Флаги муниципальных образований Ржевского района
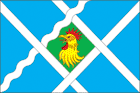
Сельское поселение «Есинка»
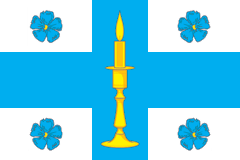
Сельское поселение «Итомля»
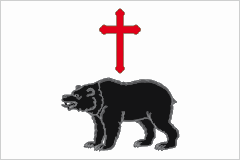
Сельское поселение «Медведево»
Сельское поселение «Победа»
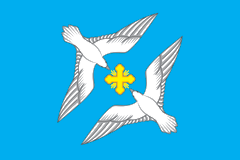
Сельское поселение «Успенское»
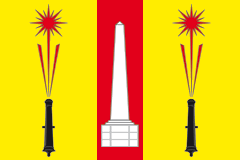
Сельское поселение «Хорошево»
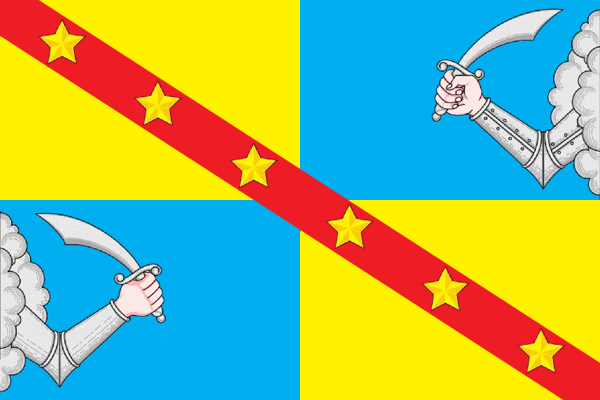
Сельское поселение «Чертолино»
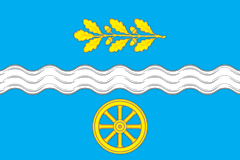
Сельское поселение «Шолохово»